# 集結の果てに
「集結の果てに」（しゅうけつのはてに）は、林原めぐみの44枚目のシングル。2022年12月21日にKING AMUSEMENT CREATIVEから発売された（KICM-2121）。

## 概要
前作より約1年半ぶりの発売となった。集結シリーズの3曲目及び4曲目で、「集結の運命」以来約12年ぶりの発表である。2曲とも『Pゴジラ対エヴァンゲリオン 〜G細胞覚醒〜』のテーマソングとして使用された。

## ディスクジャケット
ジャケットは、ストーリーに登場するゴジラ、エヴァンゲリオン、キングギドラを纏ったかのような衣装を着た林原めぐみの写真が使用されている。

## 収録曲
| 全作詞: MEGUMI、全作曲・編曲: たかはしごう。 |                                               |        |              |      |
| #                                            | タイトル                                      | 作詞   | 作曲・編曲   | 時間 |
| 1.                                           | 「集結の果てに」                              | MEGUMI | たかはしごう | 3:58 |
| 2.                                           | 「集結の時 ～Territory～」                    | MEGUMI | たかはしごう | 3:15 |
| 3.                                           | 「集結の果てに」(off vocal version)           | MEGUMI | たかはしごう | 3:58 |
| 4.                                           | 「集結の時 ～Territory～」(off vocal version) | MEGUMI | たかはしごう | 3:13 |
| 合計時間:                                    | 合計時間:                                     | 14:24  |              |      |

## 搭載機種
| 楽曲                   | 機種                                               |
| ---------------------- | -------------------------------------------------- |
| 集結の果てに           | 『Pゴジラ対エヴァンゲリオン 〜G細胞覚醒〜』        |
| 集結の時 ～Territory～ | 『Pゴジラ対エヴァンゲリオン 〜G細胞覚醒〜』        |
| 集結の時 ～Territory～ | 『ぱちんこ シン・エヴァンゲリオン』                |
| 集結の時 ～Territory～ | 『Pゴジラ対エヴァンゲリオン セカンドインパクト G』 |